# Breton nyelv
A breton nyelv vagy bretagne-i nyelv (Brezhoneg) a franciaországi Bretagne tartományban és a Franciaországhoz tartozó Saint-Pierre és Miquelon szigeteken beszélt kelta nyelv. Főként második nyelvként beszélik, igen kevesen vannak azok, akiknek ez az anyanyelvük. A breton volt a hivatalos nyelve az 1514-ig fennálló Bretagne-i Hercegségnek. Ma beszélőinek száma 250 000 körül van.

## Példaszöveg
Dieub ha par en o dellezegezh hag o gwirioù eo ganet an holl dud. Poell ha skiant zo dezho ha dleout a reont bevañ an eil gant egile en ur spered a genvreudeuriezh.
Minden emberi lény szabadon születik és egyenlő méltósága és joga van. Az emberek ésszel és lelkiismerettel bírván, egymással szemben testvéri szellemben kell hogy viseltessenek.

## Nyelvtan

### Főnevek
A breton nyelvben a főneveknek nemük és számuk van. A főnevek nemekre felosztása a nyugat-európai nyelvekben meglehetősen gyakori (kivéve a baszkot és a modern angol nyelvet), a számjelölés gyakorlata szokatlanabb.

#### A főnevek neme
A breton nyelvben két nemre oszlanak a főnevek: hímnem (gourel) és nőnem (gwregel), mivel a semlegesnem (nepreizh), csakúgy mint a többi kelta és újlatin nyelvben, eltűnt. Egyes toldalékok (-ach/-aj, -(a)dur, -er, -lec'h, -our, -ti, -va), míg mások (-enti, -er, -ez, -ezh, -ezon, -i, -eg, -ell) nőneműek. Az -eg toldalék hím-, és nőnemű egyaránt lehet. 
Az élő entitások nyelvtani neme megegyezik a biológiai nemmel. A fémek, az időt kifejező főnevek (kivéve az eur "óra", a noz "éjszaka", és a sizhun "hét" szavakat) és a hegyek hímneműek, míg a folyók, városok és országok legtöbbször nőneműek. Gyakran azonban egyes főnevek neme dialektusonként változhat. 

## Breton eredetű szavak a francia és angol nyelvben
Az angol dolmen "dolmen, kőasztal" és menhir szavak francia közvetítéssel a breton nyelvből származhatnak, ez azonban vitatott. A francia baragouiner "törve beszél idegen nyelvet" igében a bara "kenyér" és gwin "bor" breton szavakat fedezhetjük fel. A francia goéland "hatalmas sirály" szó pedig a breton gwelanból származik, amelynek ugyanaz a töve, mint az angol gull "sirály" szónak.